# Forza di gradiente
La forza di gradiente è una forza generata dalla differenza di pressione attraverso una superficie: date due regioni a pressione differente in un mezzo, tale differenza genera un'accelerazione dal punto di pressione più alta a quello di pressione più bassa. L'accelerazione è diversa da zero in accordo con la seconda legge di Newton, se non ci sono altre forze addizionali che la bilanciano.
In un fluido in cui la forza risultante è nulla, il sistema si dice in equilibrio idrostatico. Nel caso dell'atmosfera, tale equilibrio è ottenuto dal bilanciamento fra la forza di gravità e la forza di gradiente. Ad esempio nell'atmosfera terrestre la pressione dell'aria decresce all'aumentare dell'altezza rispetto alla superficie terrestre: si genera così una forza di gradiente che contrasta l'attrazione gravitazionale del pianeta sull'atmosfera.

## Formalismo matematico
Si consideri un volume di fluido con una densità {\displaystyle \rho }, un'altezza {\displaystyle dz} e un'area superficiale {\displaystyle dA}. La massa di fluido all'interno del volume può essere espressa come {\displaystyle m=\rho \cdot dA\cdot dz}. Usando la seconda legge di Newton, {\displaystyle F=m\cdot a}, la differenza di pressione {\displaystyle dP} (assumendo che essa sia solo lungo la direzione {\displaystyle z}) può essere espressa come
{\displaystyle F=dP\cdot dA=\rho \cdot dA\cdot dz\cdot a}.
L'accelerazione risultante dalla forza di gradiente è quindi:
{\displaystyle a={\frac {-1}{\rho }}{\frac {dP}{dz}}}.
Gli effetti della forza di gradiente sono solitamente espressi in termini di un'accelerazione, invece che in termini di una forza.
Considerando una generica pressione {\displaystyle P}, la forza di gradiente può essere espressa in forma vettoriale come
{\displaystyle {\vec {a}}={\frac {-1}{\rho }}\nabla P}.
Pertanto la direzione dell'accelerazione risultante è verso la direzione del maggior cambiamento di pressione.

## Meteorologia

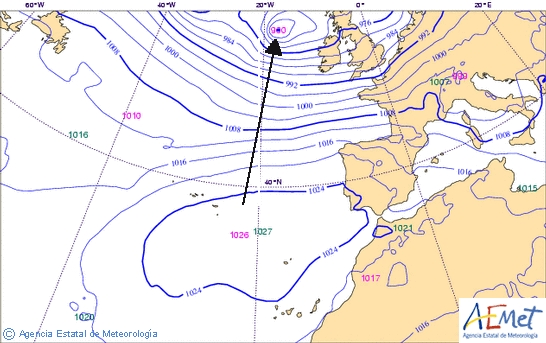
Su questa mappa delle isobare presa l'11 marzo 2008 dall'AEMET (Agenzia statale di meteorologia spagnola) è stata disegnata una freccia nera che indica la direzione della forza dovuta al gradiente barometrico (o di pressione). La pressione atmosferica di ciascuna isobara è espressa in hPa.

In meteorologia la forza di gradiente si sviluppa orizzontalmente fra regioni di differente pressione (gradiente barometrico). In una cartina meteorologica, dove le isobare rappresentano le linee a pressione costante, si può visualizzare la forza di gradiente come una spinta che agisce perpendicolarmente ad esse dalla zona di alta pressione verso quella di bassa pressione, e genera il moto d'aria che comunemente è chiamato vento.